# Taunton
Taunton es una localidad en Somerset, Inglaterra. Su población es de 64.000 habitantes (2011).
El pueblo tiene más de 1,000 años de historia, y aloja un monasterio que se remonta al siglo X y el castillo de Taunton del período anglo-sajón y que posteriormente fuera sede de un priorato. Los Normandos construyeron un castillo en roca, que perteneció al Arzobispo de Winchester. De estas estructuras se ha reconstruido la guardia interna que actualmente aloja al Museo de Somerset y el Museo Militar de Somerset. Un proyecto de regeneración del pueblo se encuentra en ejecución para desarrollar su sector central. Varias vías férreas lo vinculan con Inglaterra y brindan soporte a las actividades económicas y el comercio. Es la capital de Somerset.

## Historia

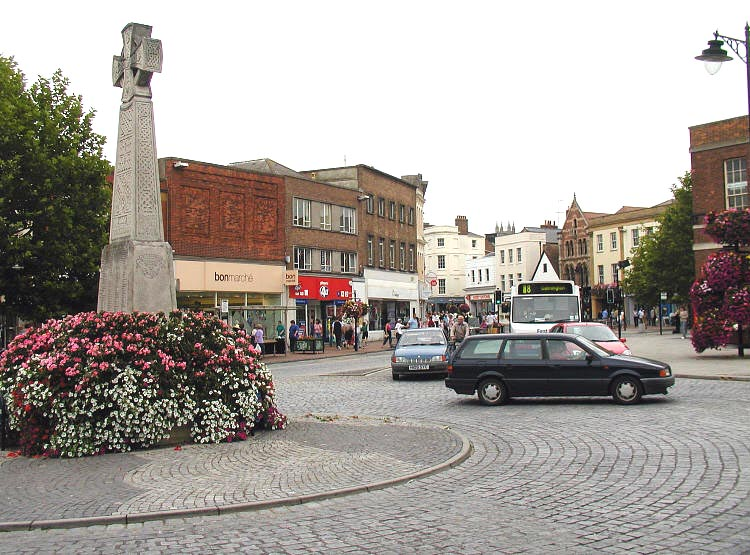
The War Memorial and town centre, Taunton

El nombre de la localidad proviene de "Pueblo sobre el Río Tone" — o Pueblo Tone. En Cambria Farm se encontraba un asentamiento que se remonta a las edades de bronce y hierro y una explotación agrícola de la época romana. Una villa romano-británica estaba ubicada en cercanías del actual suburbio de Holway, y Taunton fue un sitio relativamente importante durante la época sajona. El poblado sajón era un burh con su moneda propia. El rey Ine de Wessex mando construir un castillo de tierra hacia el 700, pero el mismo fue destruido por la reina Æthelburg de Wessex en el 722, para evitar que el mismo fuera capturado por rebeldes.

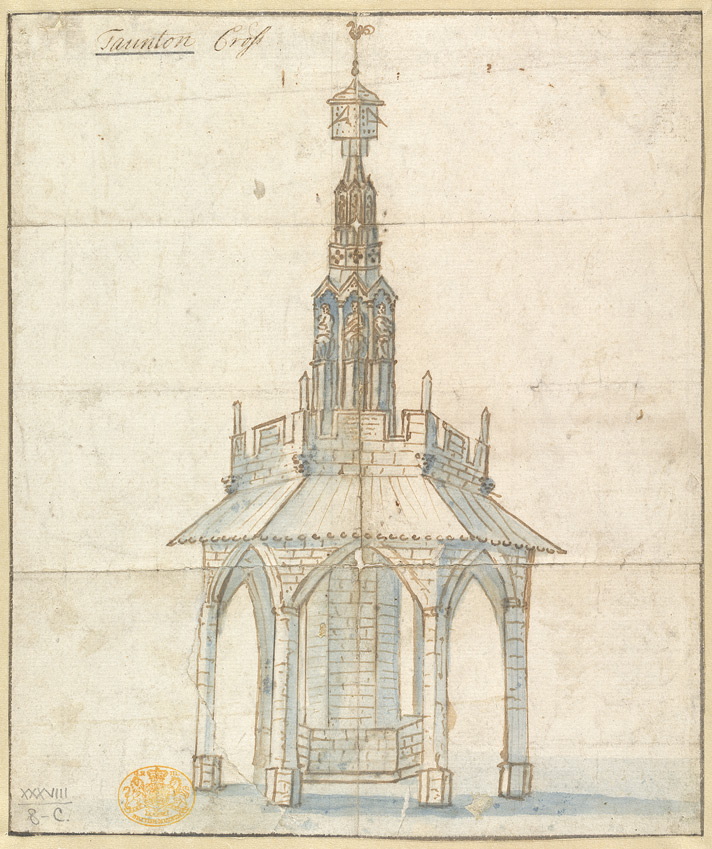
Cruz de Taunton c. 1770.

En el 904 se fundó un monasterio. Los obispos de Winchester eran los propietarios de las tierras, y en el 904 obtuvieron la primera carta para sus "hombres de Taunton" de manos del Rey Eduardo, liberándolos de todo tipo de tributo real o del condado. Algún tiempo antes del Domesday Survey Taunton se había convertido en un borough con varios privilegios, contando con una población de unas 1,500 personas y 64 burgueses, gobernado por un portreeve designado por los obispos. A fines del siglo XIII Somerton reemplazó a Ilchester como county town, pero su importancia declinó y el estatus de sede del condado le fue transferido a Taunton hacia el 1366. Entre 1209 y 1311 la extensión del señorío de Taunton, que era propiedad del Obispo de Winchester, había aumentado su extensión dos veces y media. Las parroquias de Staplegrove, Wilton y Taunton formaban parte del Hundred de Taunton Deane.
En 1451 durante la Guerra de las Rosas Taunton fue escenario de un enfrentamiento entre Thomas de Courtenay, 13th Earl of Devon, y el Baron Bonville. La reina Margarita y sus tropas pasaron por aquí en 1471 camino a ser derrotadas en la  Batalla de Tewkesbury. En el Segundo Alzamiento Cornualles de 1497 la mayoría de los señores de Cornualles estaban a favor de la causa de Perkin Warbeck y el 17 de septiembre un ejército de Cornualles formado por unos 6000 hombres ingresó en Exeter antes de avanzar sobre Taunton. Enrique VII envió a su principal general Giles, Lord Daubeney, a atacar a las fuerzas de Cornualles y cuando Warbeck se enteró de que los scouts reales estaban en  Glastonbury le entró el pánico y desertó junto con su ejército. Enrique VII llegó a Taunton el 4 de octubre de 1497 donde se rindió a sus pies los restos del ejército de Cornualles. Los líderes del alzamiento fueron ejecutados y a otros se le impusieron multas que ascendieron a un total de £13,000.
El Castillo de Taunton cambió de mano varias veces durante la Guerra Civil Inglesa de 1642-1645 juntamente con la ciudad. Durante los sitios de Taunton la ciudad fue defendida por Robert Blake, desde julio de 1644 hasta julio de 1645, sufriendo la destrucción de muchos edificios medievales y de los Tudor. Después de la guerra, en 1662, la torre del homenaje fue demolida y solo permanece la base.